# Liste der Nationalhymnen
Diese Artikel enthält eine Liste aller aktuell verwendeten offiziellen Nationalhymnen; außerdem enthält er auch Listen von Hymnen von Subterritorien wie beispielsweise Bundesländern sowie von De-facto-Regimen und separatistischen Regionen sowie Hymnen einiger Volksgruppen und Ethnien innerhalb eines Staates. Ferner sind auch noch Hymnen einzelner internationaler Gemeinschaften und Organisationen aufgeführt.
Für Nationalhymnen, die heute nicht mehr in Gebrauch sind, siehe Liste historischer Nationalhymnen.
Für die meisten Nationalhymnen gibt es keine allgemein akzeptierte Übersetzung, sowohl für den Titel als auch für den Text. Ausgenommen davon sind Hymnen mehrsprachiger (Belgien, Schweiz) oder ehemals mehrsprachiger (Tschechoslowakei, Österreich-Ungarn) Staaten. Die hier verwendeten Übersetzungen stellen teils wörtliche, teils sinngemäße Übertragungen dar.

## Souveräne Staaten
Folgende Tabelle enthält die Nationalhymnen von souveränen Staaten. Im Sinne dieser Liste zählen dazu auch die Republik China (Taiwan), die Palästinensischen Autonomiegebiete und der Kosovo.
| Staat                              | Hymne                                                           | Titel auf Deutsch                                              | Audio |
| ---------------------------------- | --------------------------------------------------------------- | -------------------------------------------------------------- | ----- |
| Afghanistan                        | Milli Tharana                                                   | Nationalhymne                                                  |       |
| Ägypten                            | Biladi, Biladi, Biladi                                          | Mein Heimatland, mein Heimatland, mein Heimatland              |       |
| Albanien                           | Himni i Flamurit                                                | Hymne an die Flagge                                            |       |
| Algerien                           | Kassaman                                                        | Wir geloben                                                    |       |
| Andorra                            | El gran Carlemany                                               | Der große Karl der Große                                       |       |
| Angola                             | Angola Avante                                                   | Vorwärts Angola                                                |       |
| Antigua und Barbuda                | Fair Antigua, We Salute Thee                                    | Schönes Antigua, wir grüßen dich                               |       |
| Äquatorialguinea                   | Caminemos Pisando la Senda de Nuestra Inmensa Felicidad         | Lasst uns den Weg unserer großen Freude gehen                  |       |
| Argentinien                        | Himno Nacional Argentino                                        | Argentinische Nationalhymne                                    |       |
| Armenien                           | Mer Hajrenik                                                    | Unser Vaterland                                                |       |
| Aserbaidschan                      | Azərbaycan Marşı                                                | Marsch von Aserbaidschan                                       |       |
| Äthiopien                          | Wädäfit Gäsgeshi Wudd Ennate Ityop’ya                           | Marschiere voran, liebe Mutter Äthiopien                       |       |
| Australien                         | Advance Australia Fair                                          | Schreite voran, schönes, glückliches Australien                |       |
| Bahamas                            | March On, Bahamaland                                            | Marschiere voran, Bahama                                       |       |
| Bahrain                            | Bahrainuna                                                      | Unser Bahrain                                                  |       |
| Bangladesch                        | Amar Shonar Bangla                                              | Mein goldenes Bengalen                                         |       |
| Barbados                           | In Plenty and In Time of Need                                   | In guten wie in schlechten Zeiten                              |       |
| Belarus                            | My Belarusy                                                     | Wir Belarussen                                                 |       |
| Belgien                            | Brabançonne                                                     | Brabantlied                                                    |       |
| Belize                             | Land of the Free                                                | Land der Freien                                                |       |
| Benin                              | L’Aube Nouvelle                                                 | Der Anbruch eines neuen Tages                                  |       |
| Bhutan                             | Druk tsenden                                                    | Nationalhymne                                                  |       |
| Bolivien                           | Bolivianos, el hado propicio                                    | Bolivianer, das günstige Schicksal                             |       |
| Bosnien und Herzegowina            | Intermeco                                                       | Intermezzo                                                     |       |
| Botswana                           | Fatshe leno la rona                                             | Gesegnet sei dies edle Land                                    |       |
| Brasilien                          | Hino Nacional Brasileiro                                        | Brasilianische Nationalhymne                                   |       |
| Brunei                             | Allah Peliharakan Sultan                                        | Gott segne den Sultan                                          |       |
| Bulgarien                          | Mila Rodino                                                     | Liebe Heimat                                                   |       |
| Burkina Faso                       | Ditanyè                                                         |                                                                |       |
| Burundi                            | Burundi bwacu                                                   | Geliebtes Burundi                                              |       |
| Chile                              | Puro, Chile                                                     | Lied der Freien                                                |       |
| Republik China (Taiwan)            | San Min Chu-i                                                   | Drei Prinzipien des Volkes                                     |       |
| Volksrepublik China                | Yì yǒng jūn jìn xíng qǔ                                         | Marsch der Freiwilligen                                        |       |
| Costa Rica                         | Noble patria, tu hermosa bandera                                | Edles Vaterland, deine schöne Flagge                           |       |
| Dänemark                           | Der er et yndigt land                                           | Es gibt ein liebliches Land                                    |       |
| Deutschland                        | Deutsche Nationalhymne (Lied der Deutschen, nur dritte Strophe) |                                                                |       |
| Dominica                           | Isle of Beauty, Isle of Splendour                               | Insel der Schönheit, Insel der Pracht                          |       |
| Dominikanische Republik            | Quisqueyanos valientes                                          | Tapfere Söhne von Quisqueya                                    |       |
| Dschibuti                          | Dschibuti                                                       |                                                                |       |
| Ecuador                            | Salve, Oh Patria                                                | Wir grüßen unsere Heimat                                       |       |
| El Salvador                        | Saludemos la Patria orgullosos                                  | Lasst uns stolz unsere Heimat grüßen                           |       |
| Elfenbeinküste                     | L’Abidjanaise                                                   | Lied von Abidjan                                               |       |
| Eritrea                            | Ertra, Ertra, Ertra                                             | Eritrea, Eritrea, Eritrea                                      |       |
| Estland                            | Mu isamaa, mu õnn ja rõõm                                       | Mein Heimatland, mein Glück und meine Freude                   |       |
| Eswatini                           | Oh God, Bestower of the Blessings of the Swazi                  | O Herr unser Gott, der Du die Segnungen an die Swasi verteilst |       |
| Fidschi                            | Meda Dau Doka                                                   | Gott schütze Fidschi                                           |       |
| Finnland                           | schwedisch Vårt land finnisch Maamme                            | Unser Land                                                     |       |
| Frankreich                         | Marseillaise                                                    | Marseillelied                                                  |       |
| Gabun                              | La Concorde                                                     | Die Eintracht                                                  |       |
| Gambia                             | For The Gambia Our Homeland                                     | Für Gambia, unser Heimatland                                   |       |
| Georgien                           | Tawisupleba                                                     | Freiheit                                                       |       |
| Ghana                              | God Bless Our Homeland Ghana                                    | Gott segne unser Heimatland Ghana                              |       |
| Grenada                            | Hail Grenada                                                    | Heil Grenada                                                   |       |
| Griechenland                       | Ymnos is tin Eleftherian                                        | Ode an die Freiheit                                            |       |
| Guatemala                          | Guatemala Feliz                                                 | Glückliches Guatemala                                          |       |
| Guinea                             | Liberté                                                         | Freiheit                                                       |       |
| Guinea-Bissau                      | Esta é a Nossa Pátria Bem Amada                                 | Dies ist unser geliebtes Land                                  |       |
| Guyana                             | Dear Land of Guyana, of Rivers and Plains                       | Geliebtes Land Guyana, der Flüsse und Ebenen                   |       |
| Haiti                              | La Dessalinienne                                                | Lied von Dessalines                                            |       |
| Honduras                           | Himno nacional de Honduras                                      | Nationalhymne von Honduras                                     |       |
| Indien                             | Jana Gana Mana                                                  | Herrscher über den Geist des Volkes                            |       |
| Indonesien                         | Indonesia Raya                                                  | Großes Indonesien                                              |       |
| Irak                               | Mautini                                                         | Meine Heimat                                                   |       |
| Iran                               | Soroud-e Melli-ye Dschomhuri-ye Eslami-e Iran                   | Nationalhymne der Islamischen Republik Iran                    |       |
| Irland                             | Amhrán na bhFiann                                               | Das Soldatenlied                                               |       |
| Island                             | Lofsöngur                                                       | Lobgesang                                                      |       |
| Israel                             | HaTikwa                                                         | Die Hoffnung                                                   |       |
| Italien                            | Il Canto degli Italiani                                         | Das Lied der Italiener                                         |       |
| Jamaika                            | Jamaica, Land We Love                                           | Jamaika, das Land, das wir lieben                              |       |
| Japan                              | Kimi Ga Yo                                                      | Herrschaft seiner Majestät                                     |       |
| Jemen                              | Nationalhymne Jemens                                            |                                                                |       |
| Jordanien                          | As-salam al-malaki al-urduni                                    | Lang lebe der König                                            |       |
| Kambodscha                         | Nokoreach                                                       | Königreich                                                     |       |
| Kamerun                            | Chant de Ralliement                                             | Versammlungslied                                               |       |
| Kanada                             | O Canada                                                        | Oh Kanada                                                      |       |
| Kap Verde                          | Cântico da Liberdade                                            | Lied der Freiheit                                              |       |
| Kasachstan                         | Mening Qasaqstanym                                              | Mein Kasachstan                                                |       |
| Katar                              | As-Salam al-Amiri                                               | Es lebe der Emir                                               |       |
| Kenia                              | Ee Mungu Nguvu Yetu                                             | Oh Gott allen Ursprungs                                        |       |
| Kirgisistan                        | Ak möngülüü aska                                                | Hohe Berge und Täler                                           |       |
| Kiribati                           | Teirake kaini Kiribati                                          | Steht auf, Kiribatier                                          |       |
| Kolumbien                          | Himno Nacional de la República de Colombia                      | Nationalhymne der Republik Kolumbien                           |       |
| Komoren                            | Udzima wa ya Masiwa                                             | Die Einheit der großen Inseln                                  |       |
| Demokratische Republik Kongo       | Debout Congolais                                                | Stehe auf, Kongolese                                           |       |
| Republik Kongo                     | La Congolaise                                                   | Kongolied                                                      |       |
| Nordkorea                          | Aegukka                                                         | Hymne an die Vaterlandsliebe                                   |       |
| Südkorea                           | Aegukga                                                         | Lied der Liebe für das Land                                    |       |
| Kosovo                             | Evropa                                                          | Europa                                                         |       |
| Kroatien                           | Lijepa naša domovino                                            | Unser schönes Heimatland                                       |       |
| Kuba                               | La Bayamesa                                                     | Bayamolied                                                     |       |
| Kuwait                             | An-Naschid al-Watani                                            | Nationalhymne                                                  |       |
| Laos                               | Pheng Xat Lao                                                   | Hymne des Volkes von Laos                                      |       |
| Lesotho                            | Lesotho Fatse La Bontata Rona                                   | Lesotho, das Land unserer Väter                                |       |
| Lettland                           | Dievs, svētī Latviju                                            | Gott segne Lettland                                            |       |
| Libanon                            | Kullunā li-l-watan li-l-ʿulā li-l-ʿalam                         | Wir alle! Für das Vaterland, den Ruhm und die Flagge!          |       |
| Liberia                            | All Hail, Liberia Hail                                          | Heil dir, Liberia, heil!                                       |       |
| Libyen                             | Libiya, Libiya, Libiya                                          | Libyen, Libyen, Libyen                                         |       |
| Liechtenstein                      | Oben am jungen Rhein                                            |                                                                |       |
| Litauen                            | Tautiška giesmė                                                 | Das Nationallied                                               |       |
| Luxemburg                          | Ons Heemecht                                                    | Unsere Heimat                                                  |       |
| Madagaskar                         | Ry Tanindrazanay Malala ô                                       | Oh, unser geliebtes Vaterland                                  |       |
| Malawi                             | Mulungu dalitsa Malaŵi                                          | Gott segne Malawi                                              |       |
| Malaysia                           | Negaraku                                                        | Mein Land                                                      |       |
| Malediven                          | Gavmii salaam                                                   | Nationaler Gruß                                                |       |
| Mali                               | Hymne national de Mali                                          | Nationalhymne Malis                                            |       |
| Malta                              | L-Innu Malti                                                    | Die Hymne Maltas                                               |       |
| Marokko                            | an-Naschid asch-Scharif                                         | die Scherifische Hymne                                         |       |
| Marshallinseln                     | Forever Marshall Islands                                        | Für immer Marshallinseln                                       |       |
| Mauretanien                        | Naschīd Mūrītāniyā al-Watanī                                    | Nationalhymne Mauretaniens                                     |       |
| Mauritius                          | Motherland                                                      | Mutterland                                                     |       |
| Mexiko                             | Himno Nacional Mexicano                                         | Mexikanische Nationalhymne                                     |       |
| Föderierte Staaten von Mikronesien | Patriots of Micronesia                                          | Patrioten von Mikronesien                                      |       |
| Moldau                             | Limba Noastră                                                   | Unsere Sprache                                                 |       |
| Monaco                             | Hymne Monégasque                                                | Monegassische Hymne                                            |       |
| Mongolei                           | Mongol Ulsyn töriin duulal                                      | Mongolische Nationalhymne                                      |       |
| Montenegro                         | Oj svijetla majska zoro                                         | Oh, du helle Morgenröte im Mai                                 |       |
| Mosambik                           | Pátria Amada                                                    | Geliebtes Vaterland                                            |       |
| Myanmar                            | Gba Majay Bma                                                   | Bis zum Ende der Welt                                          |       |
| Namibia                            | Namibia, Land of the Brave                                      | Namibia, Land der Mutigen                                      |       |
| Nauru                              | Nauru Bwiema                                                    | Nauru, unser Heimatland                                        |       |
| Nepal                              | Sayaun Thunga Phool Ka                                          | Hunderte von Blumen                                            |       |
| Neuseeland                         | God Defend New Zealand                                          | Gott beschütze Neuseeland                                      |       |
| Nicaragua                          | Salve a ti, Nicaragua                                           | Sei gegrüßt, Nicaragua                                         |       |
| Niederlande                        | Het Wilhelmus                                                   | Wilhelmlied                                                    |       |
| Niger                              | L’Honneur de la Patrie                                          | Die Ehre des Vaterlandes                                       |       |
| Nigeria                            | Arise, O Compatriots                                            | Erhebt euch, Landsleute                                        |       |
| Nordmazedonien                     | Denes nad Makedonija                                            | Heute über Mazedonien                                          |       |
| Norwegen                           | Ja, vi elsker dette landet                                      | Ja, wir lieben dieses Land                                     |       |
| Oman                               | Naschid ʿUmān al-watanī                                         | Nationalhymne Omans                                            |       |
| Österreich                         | Österreichische Bundeshymne                                     |                                                                |       |
| Osttimor                           | Pátria                                                          | Vaterland                                                      |       |
| Pakistan                           | Qaumi Tarana                                                    | Nationalhymne                                                  |       |
| Palästina                          | Fidā'ī                                                          | Mein Land                                                      |       |
| Palau                              | Belau rekid                                                     | Unser Palau                                                    |       |
| Panama                             | Himno Istmeño                                                   | Hymne des Isthmus                                              |       |
| Papua-Neuguinea                    | O Arise All You Sons of This Land                               | Erhebt euch, Söhne dieses Landes                               |       |
| Paraguay                           | Paraguayos, República o muerte                                  | Paraguayer, Republik oder Tod                                  |       |
| Peru                               | Somos libres, seámoslo siempre                                  | Wir sind frei, lasst uns so für immer bleiben                  |       |
| Philippinen                        | Lupang Hinirang                                                 | Auserwähltes Land                                              |       |
| Polen                              | Mazurek Dąbrowskiego                                            | Dąbrowski-Mazurka                                              |       |
| Portugal                           | A Portuguesa                                                    | Portugallied                                                   |       |
| Ruanda                             | Rwanda nziza                                                    | Unser Ruanda                                                   |       |
| Rumänien                           | Deșteaptă-te, române!                                           | Erwache, Rumäne                                                |       |
| Russland                           | Gimn Rossijskoi Federazii                                       | Hymne der Russischen Föderation                                |       |
| Salomonen                          | God Save Our Solomon Islands                                    | Gott schütze unsere Salomonen                                  |       |
| Sambia                             | Stand and Sing of Zambia, Proud and Free                        | Steht und singt von Sambia, stolz und frei                     |       |
| Samoa                              | The Banner of Freedom                                           | Das Banner der Freiheit                                        |       |
| San Marino                         | Inno Nazionale della Repubblica                                 | Nationalhymne der Republik                                     |       |
| São Tomé und Príncipe              | Independência total                                             | Absolute Unabhängigkeit                                        |       |
| Saudi-Arabien                      | an-Naschid al-watani as-saʿudi                                  | Saudische Nationalhymne                                        |       |
| Schweden                           | Du gamla, Du fria                                               | Du alter, du freier                                            |       |
| Schweiz                            | Schweizerpsalm                                                  |                                                                |       |
| Senegal                            | Pincez Tous vos Koras, Frappez les Balafons                     | Zupft eure Koras, trommelt die Balafone                        |       |
| Serbien                            | Bože Pravde                                                     | Gott der Gerechtigkeit                                         |       |
| Seychellen                         | Koste Seselwa                                                   | Vereinigt euch, Seycheller                                     |       |
| Sierra Leone                       | High We Exalt Thee, Realm of the Free                           | Hoch verehren wir dich, Land der Freien                        |       |
| Simbabwe                           | Blessed be the Land of Zimbabwe                                 | Gesegnet sei das Land Simbabwe                                 |       |
| Singapur                           | Majulah Singapura                                               | Vorwärts Singapur!                                             |       |
| Slowakei                           | Nad Tatrou sa blýska                                            | Es blitzt über der Tatra                                       |       |
| Slowenien                          | Zdravljica                                                      | Prost                                                          |       |
| Somalia                            | Qolobaa Calankeed                                               | Die Flagge einer jeden Nation trägt ihre eigene Farbe          |       |
| Spanien                            | Marcha Real                                                     | Königlicher Marsch                                             |       |
| Sri Lanka                          | Sri Lanka Matha                                                 | Mutter Sri Lanka                                               |       |
| St. Kitts und Nevis                | Oh Land of Beauty                                               | Oh Land der Schönheit                                          |       |
| St. Lucia                          | Sons and Daughters of St. Lucia                                 | Söhne und Töchter von St. Lucia                                |       |
| St. Vincent und die Grenadinen     | St. Vincent Land So Beautiful                                   | St. Vincent, ein so schönes Land                               |       |
| Südafrika                          | National Anthem of South Africa                                 | Nationalhymne von Südafrika                                    |       |
| Sudan                              | Nahnu dschund Allah dschund al-watan                            | Wir sind die Soldaten Gottes und der Heimat                    |       |
| Südsudan                           | South Sudan Oyee!                                               | Südsudan hurra!                                                |       |
| Suriname                           | God zij met ons Suriname                                        | Gott sei mit unserem Suriname                                  |       |
| Syrien                             | Humat ad-Diyar                                                  | Hüter der Heimat                                               |       |
| Tadschikistan                      | Surudi Milli                                                    | Nationalhymne                                                  |       |
| Tansania                           | Mungu ibariki Afrika                                            | Gott segne Afrika                                              |       |
| Thailand                           | Phleng Chat                                                     | Nationalhymne                                                  |       |
| Togo                               | Salut à toi, pays de nos aïeux                                  | Gegrüßt seist du, Land unserer Vorväter                        |       |
| Tonga                              | Koe Fasi Oe Tui Oe Otu Tonga                                    | Lied des Königs der Tonga-Inseln                               |       |
| Trinidad und Tobago                | Forged From The Love of Liberty                                 | Geschmiedet aus der Liebe zur Freiheit                         |       |
| Tschad                             | La Tchadienne                                                   | Tschadlied                                                     |       |
| Tschechien                         | Kde domov můj                                                   | Wo ist mein Heimatland?                                        |       |
| Tunesien                           | Humat al-hima                                                   | Verteidiger des Vaterlandes                                    |       |
| Türkei                             | İstiklâl Marşı                                                  | Unabhängigkeitsmarsch                                          |       |
| Turkmenistan                       | Garaşsyz, Bitarap, Türkmenistanyň döwlet gimni                  | Die Staatshymne des unabhängigen und neutralen Turkmenistans   |       |
| Tuvalu                             | Tuvalu mo te Atua                                               | Tuvalu dem Allmächtigen                                        |       |
| Uganda                             | Oh Uganda, Land of Beauty                                       | Oh Uganda, Land der Schönheit                                  |       |
| Ukraine                            | Schtsche ne wmerla Ukrajiny                                     | Noch sind der Ukraine Ruhm und Freiheit nicht gestorben        |       |
| Ungarn                             | Himnusz                                                         | Hymne                                                          |       |
| Uruguay                            | Orientales, la Patria o la tumba                                | Uruguayer, Vaterland oder Tod!                                 |       |
| Usbekistan                         | Serquyosh, hur o'lkam, elga baxt, najot                         | Bleib’ stark, mein freies Land, Glück und Rettung dir          |       |
| Vanuatu                            | Yumi, Yumi, Yumi                                                | Wir, wir, wir                                                  |       |
| Vatikanstadt                       | Inno e Marcia Pontificale                                       | Hymne und Pontifikalmarsch                                     |       |
| Venezuela                          | Gloria al bravo pueblo                                          | Ruhm dem tapferen Volke                                        |       |
| Vereinigte Arabische Emirate       | ʿĪschī bilādī                                                   | Lang lebe mein Land                                            |       |
| Vereinigte Staaten                 | The Star-Spangled Banner                                        | Das sternenbesetzte Banner                                     |       |
| Vereinigtes Königreich             | God Save the King                                               | Gott schütze den König                                         |       |
| Vietnam                            | Tiến Quân Ca                                                    | Marschiert an die Front                                        |       |
| Zentralafrikanische Republik       | La Renaissance                                                  | Die Wiedergeburt                                               |       |
| Zypern                             | Ymnos is tin Eleftherian                                        | Ode an die Freiheit                                            |       |

## Subterritorien
In manchen Staaten besitzen auch Subterritorien, also etwa Bundesstaaten, eigene offizielle Nationalhymnen. Zu weiteren regionalen Hymnen im deutschsprachigen Raum siehe Landeshymne.
| Staat                        | Subterritorium                                              | Hymne                                                                            | Titel auf Deutsch                                                         |
| ---------------------------- | ----------------------------------------------------------- | -------------------------------------------------------------------------------- | ------------------------------------------------------------------------- |
| Algerien                     | Kabylei                                                     | Kker A Mmis Umazigh                                                              | Steht auf, Söhne der Amazigh                                              |
| Angola                       | Cabinda                                                     | Cabinda Pátria Imortal                                                           | Cabinda, unsterbliches Vaterland                                          |
| Argentinien                  | Entre Ríos                                                  | Marcha de Entre Ríos                                                             | Marsch von Entre Ríos                                                     |
| Argentinien                  | Formosa                                                     | Himno Provincial de Formosa                                                      | Provinzhymne von Formosa                                                  |
| Argentinien                  | Misiones                                                    | Misionerita                                                                      | Misioneslied                                                              |
| Argentinien                  | Neuquén                                                     | Neuquen Trabvun Mapu                                                             | Neuquén, Land der Begegnung                                               |
| Argentinien                  | Río Negro                                                   | Himno a Río Negro                                                                | Hymne an Rio Negro                                                        |
| Australien                   | Norfolkinsel                                                | Come ye Blessed                                                                  | Sei gesegnet                                                              |
| Australien                   | Tasmanien                                                   | All hail the land we love so well                                                | Heil dir, Land das wir so lieben                                          |
| Belgien                      | Flandern                                                    | De Vlaamse Leeuw                                                                 | Der flämische Löwe                                                        |
| Belgien                      | Wallonische Region                                          | Le Chant des Wallons                                                             | Das Lied der Wallonen                                                     |
| Bosnien und Herzegowina      | Republika Srpska                                            | Moja Republika                                                                   | Meine Republik                                                            |
| Chile                        | Osterinsel                                                  | Himno de Rapa Nui                                                                | Hymne von Rapa Nui                                                        |
| Dänemark                     | Färöer                                                      | Tú alfagra land mítt                                                             | Oh du mein schönes Land                                                   |
| Dänemark                     | Grönland                                                    | Nunarput utoqqarsuanngoravit                                                     | Unser Land, du wurdest so alt                                             |
| Deutschland                  | Baden-Württemberg                                           | Lied der Württemberger (in Württemberg), Badnerlied (in Baden)                   | inoffiziell                                                               |
| Deutschland                  | Bayern                                                      | Bayernhymne                                                                      | offizielle Landeshymne                                                    |
| Deutschland                  | Berlin                                                      | Berliner Luft                                                                    | inoffiziell                                                               |
| Deutschland                  | Brandenburg                                                 | Märkische Heide, märkischer Sand                                                 | inoffiziell                                                               |
| Deutschland                  | Bremen                                                      | Bremer Hymne                                                                     | inoffiziell                                                               |
| Deutschland                  | Hamburg                                                     | Hamburg-Hymne                                                                    | offiziell                                                                 |
| Deutschland                  | Hessen                                                      | Hessenlied                                                                       | offizielle Landeshymne                                                    |
| Deutschland                  | Mecklenburg-Vorpommern                                      | Mein Mecklenburg-Vorpommern                                                      | inoffiziell                                                               |
| Deutschland                  | Niedersachsen                                               | Niedersachsenlied                                                                | inoffiziell                                                               |
| Deutschland                  | Nordrhein-Westfalen                                         | Lied für NRW                                                                     | inoffiziell                                                               |
| Deutschland                  | Saarland                                                    | Saarlandlied                                                                     | offizielle Landeshymne                                                    |
| Deutschland                  | Sachsen                                                     | Sachsenlied                                                                      | inoffiziell                                                               |
| Deutschland                  | Sachsen-Anhalt                                              | Lied für Sachsen-Anhalt                                                          | inoffiziell                                                               |
| Deutschland                  | Schleswig-Holstein                                          | Schleswig-Holstein meerumschlungen                                               | inoffiziell                                                               |
| Deutschland                  | Thüringen                                                   | Thüringen, holdes Land / Rennsteiglied                                           | inoffiziell                                                               |
| Ecuador                      | Galápagos                                                   | Himno de Galápagos                                                               | Hymne von Galápagos                                                       |
| Finnland                     | Åland                                                       | Ålänningens sång                                                                 | Lied des Åländers                                                         |
| Frankreich                   | Bretagne                                                    | Bro gozh ma zadoù                                                                |                                                                           |
| Frankreich                   | Französisch-Polynesien                                      | Ia Ora 'O Tahiti Nui                                                             | Lang lebe Tahiti Nui                                                      |
| Frankreich                   | Korsika                                                     | Dio vi Salvi Regina                                                              |                                                                           |
| Frankreich                   | Neukaledonien                                               | Soyons unis devenons frères                                                      | Seien wir vereint, werden wir Brüder                                      |
| Frankreich                   | Réunion                                                     | P'tit fleur fanée                                                                | Kleine verwelkte Blume                                                    |
| Frankreich                   | Saint-Barthélemy                                            | L'Hymne à St. Barthélemy                                                         | Hymne für St. Barthélemy                                                  |
| Georgien                     | Adscharien                                                  | Hymne der Republik Adscharien                                                    |                                                                           |
| Irak                         | Autonome Region Kurdistan                                   | Ey Reqîb                                                                         | Hey Wächter (ins Englische häufig übersetzt mit Hey, Enemy, ‚Hey, Feind‘) |
| Italien                      | Aostatal                                                    | Montagnes Valdôtaines                                                            | Berge des Aostatals                                                       |
| Italien                      | Trentino                                                    | Inno al Trentino                                                                 | Trientiner/Welschtiroler Hymne                                            |
| Kanada                       | Alberta                                                     | Alberta                                                                          |                                                                           |
| Kanada                       | British Columbia                                            | British Columbia                                                                 |                                                                           |
| Kanada                       | Manitoba                                                    | Manitoba Sounds                                                                  | Manitoba klingt                                                           |
| Kanada                       | Neufundland und Labrador                                    | Ode to Newfoundland                                                              | Ode an Neufundland                                                        |
| Kanada                       | New Brunswick                                               | The Land of New Brunswick                                                        | Das Land von New Brunswick                                                |
| Kanada                       | Prince Edward Island                                        | The Island Hymn                                                                  | Die Inselhymne                                                            |
| Kanada                       | Québec                                                      | Gens du pays                                                                     | Menschen des Landes                                                       |
| Kanada                       | Saskatchewan                                                | Centennial Song                                                                  | Jahrhundertlied                                                           |
| Kanada                       | Yukon                                                       | Yukon                                                                            |                                                                           |
| Moldau                       | Gagausien                                                   | Gagauziya Milli Marşı                                                            | Gagausische Nationalhymne                                                 |
| Neuseeland                   | Cookinseln                                                  | Te Atua Mou E                                                                    | An den allmächtigen Gott                                                  |
| Neuseeland                   | Niue                                                        | Ko e Iki he Lagi                                                                 | Der Gott im Himmel                                                        |
| Neuseeland                   | Tokelau                                                     | Te Atua                                                                          | An den Allmächtigen                                                       |
| Niederlande                  | Drenthe                                                     | Mijn Drenthe                                                                     | Mein Drenthe                                                              |
| Niederlande                  | Flevoland                                                   | Waar wij steden doen verrijzen                                                   | Wo wir Städte errichten                                                   |
| Niederlande                  | Fryslân                                                     | De âlde Friezen                                                                  | Die alten Friesen                                                         |
| Niederlande                  | Gelderland                                                  | Ons Gelderland                                                                   | Unser Gelderland                                                          |
| Niederlande                  | Groningen                                                   | Grönnens laid                                                                    | Groningens Lied                                                           |
| Niederlande                  | Limburg                                                     | Limburg mijn Vaderland                                                           | Limburg, mein Vaterland                                                   |
| Niederlande                  | Noord-Brabant                                               | Lied van Hertog Jan, Brabantsch Volkslied                                        | Lied von Herzog Johann, Brabant-Hymne                                     |
| Niederlande                  | Noord-Holland                                               | Noord-Hollands volkslied                                                         | Nordholland-Hymne                                                         |
| Niederlande                  | Overijssel                                                  | Aan de rand van Hollands gouwen                                                  | Am Rand von Hollands Gauen                                                |
| Niederlande                  | Zuid-Holland                                                | Zuid-Hollands volkslied                                                          | Südholland-Hymne                                                          |
| Niederlande                  | Utrecht                                                     | Langs de Vecht en d'oude Rijnstroom                                              | Entlang der Vechte und am alten Rhein                                     |
| Niederlande                  | Zeeland                                                     | Zeeuws volkslied                                                                 | Zeeland-Hymne                                                             |
| Niederlande                  | Salland                                                     | Sallandlied                                                                      |                                                                           |
| Niederlande                  | Twente                                                      | Twents volkslied                                                                 | Twente-Hymne                                                              |
| Niederlande                  | West-Friesland                                              | West-Fries volkslied                                                             | West-Friesland-Hymne                                                      |
| Niederlande                  | Zeeuws Vlaanderen                                           | Zeeuws-Vlaams volkslied                                                          | Seeländisch-Flandern-Hymne                                                |
| Niederlande                  | Aruba                                                       | Aruba Dushi Tera                                                                 | Aruba, reiches Land                                                       |
| Niederlande                  | Bonaire                                                     | Tera di Solo y suave biento                                                      | Land der Sonne und der leichten Brise                                     |
| Niederlande                  | Curaçao                                                     | Himno di Kòrsou                                                                  | Hymne von Curaçao                                                         |
| Niederlande                  | Saba                                                        | Saba, you rise from the ocean                                                    | Saba, du entsteigst dem Ozean                                             |
| Niederlande                  | Sint Eustatius                                              | Golden Rock                                                                      | Goldener Fels                                                             |
| Niederlande                  | Sint Maarten                                                | O sweet Saint-Martin’s Land                                                      | Schönes St. Martin                                                        |
| Österreich                   | Burgenland                                                  | Mein Heimatvolk, mein Heimatland                                                 | offizielle Landeshymne                                                    |
| Österreich                   | Kärnten                                                     | Kärntner Heimatlied                                                              | offizielle Landeshymne                                                    |
| Österreich                   | Niederösterreich                                            | O Heimat, dich zu lieben                                                         | offizielle Landeshymne                                                    |
| Österreich                   | Oberösterreich                                              | Hoamatgsang                                                                      | offizielle Landeshymne                                                    |
| Österreich                   | Salzburg                                                    | Land uns’rer Väter                                                               | offizielle Landeshymne                                                    |
| Österreich                   | Steiermark                                                  | Dachsteinlied                                                                    | offizielle Landeshymne                                                    |
| Österreich                   | Tirol                                                       | Andreas-Hofer-Lied                                                               | offizielle Landeshymne                                                    |
| Österreich                   | Vorarlberg                                                  | ’s Ländle, meine Heimat                                                          | offizielle Landeshymne                                                    |
| Pakistan                     | Asad Jammu und Kaschmir                                     | Watan Hamara Kashmir                                                             | Unser Land ist das freie Kaschmir                                         |
| Portugal                     | Azoren                                                      | Hino dos Açores                                                                  | Hymne der Azoren                                                          |
| Portugal                     | Madeira                                                     | Hino da Região Autónoma da Madeira                                               | Hymne der autonomen Region Madeira                                        |
| Russland                     | Republik Adygeja                                            | Hymne der Republik Adygeja                                                       |                                                                           |
| Russland                     | Republik Altai                                              | Hymne der Republik Altai                                                         |                                                                           |
| Russland                     | Republik Baschkortostan                                     | Hymne der Republik Baschkortostan                                                |                                                                           |
| Russland                     | Republik Burjatien                                          | Hymne der Republik Burjatien                                                     |                                                                           |
| Russland                     | Republik Chakassien                                         | Hymne der Republik Chakassien                                                    |                                                                           |
| Russland                     | Republik Dagestan                                           | Hymne der Republik Dagestan                                                      |                                                                           |
| Russland                     | Republik Inguschetien                                       | Hymne der Republik Inguschetien                                                  |                                                                           |
| Russland                     | Republik Kabardino-Balkarien                                | Hymne der Republik Kabardino-Balkarien                                           |                                                                           |
| Russland                     | Republik Kalmückien                                         | Hymne der Republik Kalmückien                                                    |                                                                           |
| Russland                     | Republik Karatschai-Tscherkessien                           | Hymne der Karatschai-Tscherkessien                                               |                                                                           |
| Russland                     | Republik Karelien                                           | Hymne der Republik Karelien                                                      |                                                                           |
| Russland                     | Republik Komi                                               | Hymne der Republik Komi                                                          |                                                                           |
| Russland                     | Republik Mari El                                            | Hymne der Republik Mari El                                                       |                                                                           |
| Russland                     | Republik Mordwinien                                         | Hymne der Republik Mordwinien                                                    |                                                                           |
| Russland                     | Republik Nordossetien-Alanien                               | Hymne der Republik Nordossetien-Alanien                                          |                                                                           |
| Russland                     | Republik Sacha (Jakutien)                                   | Hymne der Republik Sacha                                                         |                                                                           |
| Russland                     | Republik Tatarstan                                          | Tuğan yağım                                                                      | Mein Heimatland                                                           |
| Russland                     | Republik Tschetschenien                                     | Hymne der Republik Tschetschenien                                                |                                                                           |
| Russland                     | Republik Tschuwaschien                                      | Hymne der Republik Tschuwaschien                                                 |                                                                           |
| Russland                     | Republik Tuwa                                               | Men – Tyva Men                                                                   | Ich bin Tuwiner                                                           |
| Russland                     | Republik Udmurtien                                          | Hymne der Republik Udmurtien                                                     |                                                                           |
| Schweiz                      | Jura                                                        | La Nouvelle Rauracienne                                                          | offizielle Kantonshymne                                                   |
| Schweiz                      | Wallis                                                      | Walliser Hymne                                                                   | offizielle Kantonshymne                                                   |
| Serbien                      | Vojvodina                                                   | Ja sam rođen tamo na salašu                                                      | Die Farm im kleinen Sumpf                                                 |
| Spanien                      | Andalusien                                                  | La bandera blanca y verde                                                        | Die weiß-grüne Fahne                                                      |
| Spanien                      | Aragonien                                                   | Himno de Aragón                                                                  | Hymne von Aragonien                                                       |
| Spanien                      | Asturien                                                    | Asturias, patria querida                                                         | Asturien, geliebtes Vaterland                                             |
| Spanien                      | Baskenland                                                  | Eusko Abendaren Ereserkia                                                        | Hymne der Basken                                                          |
| Spanien                      | Extremadura                                                 | Himno de Extremadura                                                             | Hymne der Extremadura                                                     |
| Spanien                      | Galicien                                                    | Os Pinos                                                                         | Die Pinien                                                                |
| Spanien                      | Kanarische Inseln                                           | Himno de Canarias                                                                | Hymne der Kanaren                                                         |
| Spanien                      | Kantabrien                                                  | Himno a La Montaña                                                               | Hymne an die Berge                                                        |
| Spanien                      | Kastilien-La Mancha                                         | Canto a la Mancha, Patria sin fin, Canción del Sembrador                         | Gesang an die Mancha, Vaterland auf ewig, Lied vom Sämann                 |
| Spanien                      | Katalonien                                                  | Els Segadors                                                                     | Schnitterlied                                                             |
| Spanien                      | La Rioja                                                    | Himno a la La Rioja                                                              | Hymne von La Rioja                                                        |
| Spanien                      | Madrid                                                      | Himno de la Comunidad de Madrid                                                  | Hymne der Autonomen Gemeinschaft Madrid                                   |
| Spanien                      | Murcia                                                      | Himno a Murcia                                                                   | Hymne von Murcia                                                          |
| Spanien                      | Navarra                                                     | Himno de las Cortes                                                              | Hymne der Ständeversammlung                                               |
| Spanien                      | Valencia                                                    | Himne de la Comunitat Valenciana                                                 | Hymne der Valencianischen Gemeinschaft                                    |
| Spanien                      | Ceuta                                                       | Himno de Ceuta                                                                   | Hymne von Ceuta                                                           |
| Spanien                      | Melilla                                                     | Himno de Melilla                                                                 | Hymne von Melilla                                                         |
| Spanien                      | Mallorca                                                    | La Balanguera                                                                    | Die Balanguera                                                            |
| Spanien                      | Val d’Aran                                                  | Montañas aranesas                                                                | Berge des Arantals                                                        |
| Tansania                     | Sansibar                                                    | Nationalhymne (Sansibar)                                                         |                                                                           |
| Uganda                       | Buganda                                                     | Ekitiibwa kya Buganda                                                            |                                                                           |
| Usbekistan                   | Karakalpakistan                                             | Staatshymne der Republik Karakalpakistan                                         |                                                                           |
| Vereinigte Staaten           |                                                             |                                                                                  |                                                                           |
| Kalifornien                  | I Love You, California                                      |                                                                                  |                                                                           |
| Montana                      | Hymne von Montana                                           |                                                                                  |                                                                           |
| Kentucky                     | My Old Kentucky Home                                        |                                                                                  |                                                                           |
| Colorado                     | Where the Columbines Grow, Rocky Mountain High              |                                                                                  |                                                                           |
| Hawaii                       | Hawaiʻi ponoʻī                                              |                                                                                  |                                                                           |
| Amerikanische Jungferninseln | Virgin Islands March                                        | Jungferninselnmarsch                                                             |                                                                           |
| Amerikanisch-Samoa           | Amerika Samoa                                               |                                                                                  |                                                                           |
| Guam                         | Stand Ye Guamanians                                         | Haltet Stand, Guamer                                                             |                                                                           |
| Nördliche Marianen           | Gi Talo Gi Halom Tasi                                       | In der Mitte des Meeres                                                          |                                                                           |
| Puerto Rico                  | La Borinqueña                                               | Borinquenlied                                                                    |                                                                           |
| Bikini-Atoll                 | Bikini Anthem                                               | Bikini-Hymne                                                                     |                                                                           |
| Vereinigtes Königreich       | England                                                     | Land of Hope and Glory, And did those feet in ancient time (Jerusalem)           |                                                                           |
| Vereinigtes Königreich       | Nordirland                                                  | Londonderry Air                                                                  | Londonderry-Air                                                           |
| Vereinigtes Königreich       | Wales                                                       | Hen Wlad Fy Nhadau                                                               | Altes Land meiner Väter                                                   |
| Vereinigtes Königreich       | Cornwall                                                    | Bro Goth Agan Tasow, The Song of the Western Men                                 | Altes Land meiner Väter                                                   |
| Vereinigtes Königreich       | Anguilla                                                    | God Bless Anguilla                                                               | Gott segne Anguilla                                                       |
| Vereinigtes Königreich       | Bermuda                                                     | Hail to Bermuda                                                                  | Heil Bermuda                                                              |
| Vereinigtes Königreich       | Cayman Islands                                              | Beloved Isle Cayman                                                              | Geliebte Kaimaninseln                                                     |
| Vereinigtes Königreich       | Falklandinseln                                              | Song of the Falklands                                                            | Lied der Falklandinseln                                                   |
| Vereinigtes Königreich       | Gibraltar                                                   | Gibraltar                                                                        |                                                                           |
| Vereinigtes Königreich       | Montserrat                                                  | National Song                                                                    | Nationallied                                                              |
| Vereinigtes Königreich       | Pitcairninseln                                              | We From Pitcairn Island                                                          | Wir von den Pitcairn-Inseln                                               |
| Vereinigtes Königreich       | St. Helena, Ascension und Tristan da Cunha (nur St. Helena) | My St. Helena Island                                                             | Meine Insel St. Helena                                                    |
| Vereinigtes Königreich       | Turks- und Caicosinseln                                     | This Land of Ours                                                                | Dieses Land ist unser Land                                                |
| Vereinigtes Königreich       | Guernsey                                                    | Sarnia Cherie                                                                    | Liebes Sarnia                                                             |
| Vereinigtes Königreich       | Isle of Man                                                 | Arrane Ashoonagh dy Vannin                                                       | Nationalhymne von Man                                                     |
| Vereinigtes Königreich       | Jersey                                                      | Island Home                                                                      | Inselheimat                                                               |
| Vereinigtes Königreich       | Schottland                                                  | Scotland the Brave, Scots Wha Hae, Flower of Scotland, A Man’s a Man for A’ That | Hymne von Schottland                                                      |
| Venezuela                    | Amazonas (Venezuela)                                        | Himno del Estado Amazonas                                                        |                                                                           |
| Venezuela                    | Anzoátegui                                                  | Hymne von Anzoátegui                                                             |                                                                           |

## Nicht allgemein anerkannte Staaten und separatistische Regionen
Manche Gebiete mit begrenzter Anerkennung als Staat und separatistischen Gebiete haben eigene Nationalhymnen, die teilweise in den zugehörigen souveränen Staaten verboten sind, um die separatistischen Strömungen zu unterdrücken.
| Völkerrechtlich Teil von | Unabhängigkeit oder Autonomie anstrebendes Gebiet | Hymne                              | Titel auf Deutsch                                  | Bemerkung                                                                        | Audio |
| ------------------------ | ------------------------------------------------- | ---------------------------------- | -------------------------------------------------- | -------------------------------------------------------------------------------- | ----- |
| Aserbaidschan            | Arzach                                            | Asat u ankach Arzach               | Freies und unabhängiges Arzach                     |                                                                                  |       |
| Volksrepublik China      | Tibet                                             | bod rgyal khab chen po'i rgyal glu | Nationalhymne der tibetanischen Regierung          | verwendet von der tibetischen Exilregierung, in der Volksrepublik China verboten |       |
| Volksrepublik China      | Xinjiang (Ostturkestan)                           | Istiqlal Marshi                    | Unabhängigkeitsmarsch                              | verwendet von der Uigurischen Unabhängigkeitsbewegung                            |       |
| Georgien                 | Abchasien                                         | Aiaaira                            | Sieg                                               |                                                                                  |       |
| Georgien                 | Südossetien                                       | Hymne der Republik Südossetien     |                                                    |                                                                                  |       |
| Indonesien               | Republik Westpapua                                | Hai Tanahku Papua                  | Oh mein Land Papua                                 | in Indonesien verboten                                                           |       |
| Kamerun                  | Ambazonia                                         | Freedom Land                       | Freiheitsland                                      |                                                                                  |       |
| Marokko                  | Westsahara                                        | Yā Banī s-Sahrā’                   | Oh Söhne der Sahara                                |                                                                                  |       |
| Moldau                   | Transnistrien                                     | My slavim tjebja, Pridnestrov'je   | Wir preisen Transnistrien                          |                                                                                  |       |
| Somalia                  | Puntland                                          | Geeraarka Calanka Puntland         |                                                    |                                                                                  |       |
| Somalia                  | Somaliland                                        | Samo ku waar                       | Lebe lang und in Frieden                           |                                                                                  |       |
| Syrien                   | Islamischer Staat                                 | Ummatī qad lāha fadschrun          | Mein Volk! Die Morgenröte ist angebrochen!         |                                                                                  |       |
| Ukraine                  | Donezk                                            | Wstawai, Donbass!                  | Steh auf, Donbass!                                 |                                                                                  |       |
| Ukraine                  | Krim                                              | Nivy i gory tvoi volshebny, Rodina | Deine Felder und Berge sind wundervoll, Mutterland |                                                                                  |       |
| Ukraine                  | Lugansk                                           | Wstawai, Donbass!                  | Steh auf, Donbass!                                 |                                                                                  |       |
| Zypern                   | Türkische Republik Nordzypern                     | İstiklâl Marşı                     | Unabhängigkeitsmarsch                              |                                                                                  |       |
| Italien                  | Padanien                                          | Va, pensiero                       | Flieg, Gedanke                                     |                                                                                  |       |

## Königs-, Flaggen- und sonstige Hymnen
Einige Staaten haben zusätzlich zur eigentlichen Nationalhymne noch Königshymnen, in denen der Monarch des Landes gepriesen wird. In manchen Republiken existieren stattdessen Präsidialsaluts. Manche Staaten haben auch sogenannte Flaggenhymnen, die dann oftmals beim Hissen oder Einholen der Nationalflaggen gespielt wird.
God Save the King ist die Königshymne der Commonwealth Realms. Diese sind:
- Antigua und Barbuda
- Australien
- Bahamas
- Belize
- Grenada
- Jamaika
- Kanada
- Neuseeland
- Papua-Neuguinea
- Salomonen
- St. Kitts und Nevis
- St. Lucia
- St. Vincent und die Grenadinen
- Tuvalu

Außerdem ist God Save the King die reguläre Nationalhymne des Vereinigten Königreichs.
Andere Königshymnen sowie Präsidialsalute und Flaggenhymnen:
| Staat                   | Art der Hymne                      | Hymne                                    | Titel auf Deutsch                          |
| ----------------------- | ---------------------------------- | ---------------------------------------- | ------------------------------------------ |
| Republik China (Taiwan) | Flaggenlied                        | gúoqí gē                                 | Nationales Flaggenlied                     |
| Costa Rica              | Flaggenlied                        | Himno a la Bandera                       | Hymne an die Flagge                        |
| Dänemark                | Königshymne                        | Kong Kristian stod ved højen mast        | König Christian stand am hohen Mast        |
| Dominikanische Republik | Flaggenlied                        | Himno a la Bandera                       | Hymne an die Flagge                        |
| Ecuador                 | Flaggenlied                        | Himno a la Bandera                       | Hymne an die Flagge                        |
| Haiti                   | Präsidialsalut                     | Quand nos Aïeux brisèrent leurs entraves | Als unsere Ahnen ihre Ketten abschüttelten |
| Indien                  | Nationallied                       | Vande Mataram                            | Ich huldige der Mutter                     |
| Italien                 | Flaggenlied                        | Onori e Inno Nazionale                   | Ehrungs- und Nationalhymne                 |
| Liberia                 | Nationallied                       | The Lone Star Forever                    | Der eine Stern über alles                  |
| Luxemburg               | Königshymne                        | De Wilhelmus                             | Wilhelmlied                                |
| Niederlande             | Flaggenlied                        | Het Vlaggelied                           | Das Flaggenlied                            |
| Norwegen                | Königshymne                        | Kongesangen                              | Königslied                                 |
| Schweden                | Königshymne                        | Kungssången                              | Königslied                                 |
| Thailand                | Königshymne                        | Phleng Sansoen Phra Barami               |                                            |
| Uruguay                 | Flaggenlied                        | Mi Bandera                               | Meine Flagge                               |
| Vereinigte Staaten      | Präsidialsalut                     | Hail to the Chief                        | Heil dem Anführer                          |
| Vereinigte Staaten      | Präsidialsalut des Vizepräsidenten | Hail, Columbia                           | Heil Dir, Columbia                         |

## Hymnen von Volksgruppen/Ethnien
Einige Volksgruppen und Ethnien haben sich eigene Hymnen gegeben.
| Volksgruppe/Ethnie | Hymne                     | Titel auf Deutsch   |
| ------------------ | ------------------------- | ------------------- |
| Assyrer            | Roomrama                  |                     |
| Cherokee           | Amazing Grace             | Erstaunliche Gnade  |
| Kalaallit          | Nuna asiilasooq           | Das große Land      |
| Krimtataren        | Ant etkenmen              | Ich habe geschworen |
| Roma               | Djelem, djelem            | Ich ging, ich ging  |
| Samen              | Sámi soga lávlla          | Lied der Samen      |
| Sorben             | Rjana Łužica/Rědna Łužyca | Schöne Lausitz      |

## Staatenbünde und internationale Organisationen
Die Hymnen einiger Staatenbünde und internationaler Organisationen können im weitesten Sinne ebenfalls als Nationalhymnen aufgefasst werden und finden sich daher ebenfalls in diesem Artikel.
| Organisation                 | Hymne                                   | Titel auf Deutsch                           |
| ---------------------------- | --------------------------------------- | ------------------------------------------- |
| AU                           | Let Us All Unite and Celebrate Together | Lass uns alle eins sein und zusammen feiern |
| ASEAN                        | The ASEAN Way                           | Der Weg der ASEAN                           |
| Europäische Union, Europarat | Europahymne                             |                                             |
| Malteserorden                | Ave Crux Alba                           | Sei gegrüßt, weißes Kreuz                   |
| NATO                         | NATO-Hymne                              |                                             |
| Olympische Spiele            | Olympische Hymne                        |                                             |
| EAC                          | Tupendane sote                          | Lasst uns einander lieben                   |
| Paralympische Spiele         | Paralympische Hymne                     |                                             |
| SADC                         | SADC, SADC Dawn Of Our Certainty        | SADC, SADC Anbruch unserer Sicherheit       |
| UNESCO                       | UNESCO-Hymne                            |                                             |
| UNO                          | UNO-Hymne                               |                                             |
| SICA                         | La Granadera                            | Die Grenadierin                             |